# Clarés de Ribota
Clarés de Ribota là một đô thị ở tỉnh Zaragoza, Aragon, Tây Ban Nha. Theo điều tra dân số 2004 của Viện thống kê Tây Ban Nha (INE), đô thị này có dân số là 101 người. Diện tích đô thị này là 18 ki-lô-mét vuông. Đô thị này nằm ở độ cao 943 m trên mực nước biển. Clarés de Ribota cách thủ phủ Zaragoza 120 km. 